# Бојнтон Бич (Флорида)
Бојнтон Бич (енгл. Boynton Beach) град је у америчкој савезној држави Флорида. По попису становништва из 2010. у њему је живело 68.217 становника.

## Демографија
Према попису становништва из 2010. у граду је живело 68.217 становника, што је 7.828 (13,0%) становника више него 2000. године.
| Група             | 2000.          | 2010.          |
| Белци             | 38.897 (64,4%) | 36.534 (53,6%) |
| Афроамериканци    | 13.822 (22,9%) | 20.646 (30,3%) |
| Азијати           | 918 (1,5%)     | 1.473 (2,2%)   |
| Хиспаноамериканци | 5.564 (9,2%)   | 8.702 (12,8%)  |
| Укупно            | 60.389         | 68.217         |